# Empecamenta setulifera
Empecamenta setulifera är en skalbaggsart som beskrevs av Max Quedenfeldt 1884. Empecamenta setulifera ingår i släktet Empecamenta och familjen Melolonthidae. Inga underarter finns listade i Catalogue of Life.